# Liste der Abgeordneten zum Greizer Landtag (1911–1919)
Diese Liste nennt die Abgeordneten zum Greizer Landtag 1911–1919.

## Vorbemerkungen
Der Greizer Landtag bestand 1867 bis 1919. Bis 1918 wurden die Abgeordneten auf sechs Jahre gewählt. Alle drei Jahre schied eine Hälfte der Abgeordneten aus und wurde neu gewählt. Entsprechend teilt sich die Liste nach den Wahlen in 3-Jahresabschnitte auf. Neben den Abgeordneten wurden auch individuelle Stellvertreter gewählt. Diese sind aufgeführt, wenn sie an Landtagen teilgenommen haben.
Unter „Wahlbezirk“ ist angegeben, wie die Wahl zustande kam.
- Drei der Mitglieder wurden vom Fürsten ernannt, gekennzeichnet mit „F“
- Zwei der Mitglieder wurden von den Ritterguts- und Großgrundbesitzern in direkter Wahl gewählt, gekennzeichnet mir „RG“
- Sieben Mitglieder wurden von den übrigen Staatsbürgern in indirekter Wahl gewählt, gekennzeichnet mit „AW“. AW 1 und 2 entsprachen jeweils eine Hälfte der Stadt Greiz, AW 3 der Stadt Zeulenroda, AW 4 bis 6 waren Landgemeinden der Herrschaft Greiz und AW 7 die Landgemeinden der Herrschaft Burgk.

Das Parteienwesen entstand erst im Laufe der Zeit. Für die Anfangszeit ist unter „Partei“ die politische Richtung des Abgeordneten angegeben, als NL für Nationalliberal oder kons für Konservativ.

## Liste
Das Mandat aller Abgeordneten wäre regulär November 1914 bzw. November 1917 zu Ende gegangen. Aufgrund des Krieges wurde die Mandatsdauer jedoch mehrfach verlängert, zuletzt bis zum 12. November 1919. Aufgrund der Neuwahl mit neuem Wahlrecht endete das Mandat am 1. März 1919.
| Name                           | Wohnort                 | Wahlbezirk | gewählt bis       | Partei   | Anmerkung                                                                                            |
| ------------------------------ | ----------------------- | ---------- | ----------------- | -------- | --- |
| Paul Arnold                    | Greiz                   | F          | 12. November 1919 | kons     | 0 |
| Albin Beer                     | Greiz                   | AW 2       | 12. November 1919 | CSP      | 0 |
| Franz Brösel                   | Greiz                   | F          | 12. November 1919 | NLP      | 0 |
| Gustav Dillner                 | Irchwitz                | AW 4       | 12. November 1919 | SPD/USPD | Vom 9. April bis 14. Mai 1913 Vertreter für Fischer                                                  |
| Oswald Fischer                 | Greiz                   | AW 4       | 12. November 1919 | SPD      | 0 |
| Hermann Fröbisch               | Schönbrunn              | AW 6       | 12. November 1919 | ./.      | Vom 28. Januar bis 14. Mai 1913 Vertreter für den verstorbenen Jahn                                  |
| Arthur von Geldern-Crispendorf | Ober- und Unterreudnitz | RG         | 12. November 1919 | kons     | Landtagsvizepräsident (außer vom 3. Juni bis 16. Juli 1912)                                          |
| August Hermann                 | auf Reudnitz            | RG         | 12. November 1919 | ./.      | 0 |
| Hermann Herzog                 | Hohenölsen              | AW 5       | 12. November 1919 | SPD      | Vom 19. Oktober bis 7. November 1914 für Loeben                                                      |
| Ernst Jahn                     | Zeulenroda              | AW 3       | 12. November 1919 | DDP      | 0 |
| Walther Jahn                   | Greiz                   | AW 6       | 12. November 1919 | NLP      | Landtagsvizepräsident vom 3. Juni bis 16. Juli 1912. Verstorben am 7. Juni 1913, Nachfolger war Kiß. |
| Paul Jugold                    | Pohlitz                 | AW 5       | 12. November 1919 | SPD      | Vom 22. Mai bis 8. Juni 1917 als Vertreter von Herzog                                                |
| Paul Kiß                       | Pohlitz                 | AW 6       | 12. November 1919 | SPD/USPD | Ab 19. Oktober 1914 für den verstorbenen Walther Jahn                                                |
| Georg von Loeben               | Frotschau               | RG         | 12. November 1919 | kons     | 0 |
| Emil Nusch                     | Greiz                   | F          | 12. November 1919 | kons/NL  | Vom 3. Juni bis 10. Juli 1912 und vom 29. Mai bis 13. Juni 1918 Vertreter von Arnold                 |
| William Oberländer             | Greiz                   | AW 1       | 12. November 1919 | DFsP     | Landtagspräsident vom 20. Februar bis zum 13. Juni 1918                                              |
| Ferdinand Orlamünder           | Zoppoten                | AW 7       | 12. November 1919 | kons     | 0 |
| Paul Thomas                    | Greiz                   | F          | 12. November 1919 | NLP      | Landtagspräsident (außer vom 20. Februar bis zum 13. Juni 1918)                                      |